# Love the world
love the world (love the world?) è il dodicesimo singolo del trio j-pop giapponese Perfume. È stato pubblicato il 9 luglio 2008 dall'etichetta major Tokuma Japan Communications.
Il singolo è stato stampato in due versioni in confezione jewel case: una special edition con DVD extra ed una normal edition con copertina diversa.

## Tracce
Tutti i brani sono testo e musica di Yasutaka Nakata.

Dopo il titolo è indicata fra parentesi "()" la grafia originale del titolo.
1. love the world (love the world?) - 4:35
2. edge (edge?) - 6:30
3. love the world -Original Instrumental- (love the world -original instrumental-?) - 4:35
4. edge -extended mix- (edge -extended mix-?) - 8:41

### DVD
1. love the world (love the world?); videoclip

## Altre presenze
- love the world:
  - 08/07/2009 - ⊿
- edge
  - 08/07/2009 - ⊿

## Formazione
- Nocchi - voce
- Kashiyuka - voce
- A~chan - voce